# Pavlo Petrovyč Skoropads'kyj
Pavlo Petrovyč Skoropads'kyj (in ucraino Павло Петрович Скоропадський?; Wiesbaden, 15 maggio 1873 – Metten, 26 aprile 1945) è stato un nobile e militare ucraino.
Ufficiale dell'esercito imperiale russo, nell'aprile 1918 fu proclamato etmano dell'Ucraina dopo un colpo di Stato che rovesciò i vertici della Repubblica Popolare Ucraina.

## Biografia
Discendente di un'illustre famiglia d'origine cosacca, Skoropads'kyj passò la sua infanzia nella tenuta di famiglia a Trostjanec', nel governatorato di Poltava, dopodiché compì gli studi nelle scuole superiori di Starodub e si diplomò nella scuola dei Paggi a San Pietroburgo nel 1893. Intrapresa la carriera militare nell'esercito russo, fu inquadrato all'interno di un reggimento dei Paggi come aiutante di cavalier-guardia come cornetta e gli fu assegno il comando di uno squadrone. Due anni dopo venne promosso aiutante di campo. Congedato il 7 agosto 1893 come cornetta del Reggimento di Cavalleria della Guardia, il 1º dicembre 1896 fu nominato aiutante del reggimento e il 17 aprile 1897 fu ammesso come insegnante della scuola reggimentale. Nel dicembre 1897 fu promosso a poručik e nel 1901 a capitano.
Il 1º ottobre 1904, durante la guerra russo-giapponese, gli fu assegnato il comando di un reggimento di cosacchi della Transbajkalia a Čita. Nel maggio 1905, Skoropads'kyj fu nominato aiutante del comandante delle forze russe nell'Estremo Oriente generale Nikolaj Linevič. Nel dicembre dello stesso anno fu promosso colonnello dallo zar Nicola II del quale divenne anche aiutante di campo. Il 4 settembre 1910 Skoropads'kyj fu assegnato al comando del 20º reggimento di dragoni finlandesi. Il 15 aprile 1911 fu nominato capo della scorta a cavallo personale dello zar, seguita dalla promozione a maggior generale nel 1912.
All'inizio della prima guerra mondiale, Skoropads'kyj ricevette il comando della riorganizzata 1ª Brigata della 1ª Divisione di Cavalleria della Guardia, inquadrata all'interno della 1ª Armata comandata dal generale Paul von Rennenkampf. Il 6 agosto 1914, durante l'invasione russa della Prussia Orientale, il reggimento di Skoropads'kyj si distinse nelle battaglie vicino a Kraupishken. Più tardi fu nominato comandante della 5ª Divisione della Guardia di Cavalleria Unita e promosso tenente generale il 1º gennaio 1916. Il 2 aprile dello stesso anno fu nominato capo della 1ª Divisione di Cavalleria delle Guardie e il 22 gennaio 1917 comandante del XXXIV Corpo d'Armata. Nel luglio 1917 il 34º Corpo d'armata dismesso viene trasformato nel 1º Corpo d'armata ucraino. Nell'ottobre 1917, durante il primo Congresso dei Cosacchi Liberi, gli viene conferito il titolo di etmano onorario. Dopo la Rivoluzione d'ottobre, Skoropads'kyj offrì i suoi servizi alla Central'na Rada ucraina appena installata, perché apertamente ostile alle idee socialiste dei bolscevichi. Dall'ottobre al novembre 1917 il suo Corpo d'Armata di 60.000 uomini difese con successo il corridoio ferroviario che si estendeva attraverso la Podolia e la Polesia. Protesse il territorio ucraino difese contro gli attacchi dei rumeni e da quelli dei bolscevichi, in particolare dal 2º Corpo di Guardia guidato da Jevhenija Boš.
Dopo la pace di Brest-Litovsk del 9 febbraio 1918, la Rada chiese aiuto alle potenze centrali contro le truppe bolsceviche che avanzavano dalla Russia e dall'Ucraina nord-orientale. Di conseguenza, le truppe tedesche entrarono in Ucraina il 18 febbraio e quelle austro-ungariche il 28 febbraio. In cambio del supporto armato, il parlamento ucraino si era impegnato a rifornire gli Imperi centrali di quei prodotti agricoli di cui avevano un disperato bisogno. A fronte dell'avanzata delle truppe imperiali ai bolscevichi non restò quindi che ritirarsi dall'Ucraina e a riconoscerne l'indipendenza per poter siglare una pace con gli Imperi centrali. La poca fiducia riposta dai vertici militari austro-tedeschi sulle capacità della Rada, dominata dai socialisti, di garantire i rifornimenti cerealicoli promessi li spinse a sciogliere il parlamento ucraino. Così, il 29 aprile 1918, un colpo di Stato supportato dagli austro-tedeschi rovesciò i vertici della Repubblica Popolare Ucraina e proclamò Skoropad'skyj etmano dell'Ucraina. La carica di etmano era un voluto richiamo alla storia ucraina, ovvero quello di un regime dittatoriale il cui potere era limitato solo dalle autorità straniere, tedesca ed austroungarica in questo caso. Lo stesso giorno del golpe il generale ucraino fu crismato dal vescovo Nicodemo nella cattedrale di Santa Sofia di Kiev come etmano dell'Ucraina.
Per cercare di ottenere l'appoggio popolare Skoropads'kyj, che pur proveniva da un ambiente profondamente russo ed era un tipico esponente dei grandi proprietari terrieri, iniziò a calcare sul tasto del nazionalismo ucraino sposando dapprima la causa di un'Ucraina autonoma e poi indipendente. Avvalendosi di ex-funzionari zaristi, Skoropads'kyj ed il suo governo crearono una ramificata organizzazione amministrativa, un nuovo esercito, un primo sistema bancario supportato da un efficace sistema finanziario. In politica estera tentò di stabilire legami diplomatici con molti paesi e concluse un trattato di pace con la Russia Sovietica. Altre importanti riforme riguardarono l'istruzione e la cultura. Durante l'etmanato infatti furono fondate l'Accademia nazionale delle scienze dell'Ucraina, la Biblioteca nazionale, l'archivio nazionale e le università di Kiev, Ekaterynoslav e Kam'janec'-Podil's'kyj, ma, cosa più importante, fu introdotto l'insegnamento della lingua ucraina nelle scuole.
L'azione governativa di Skoropads'kyj fu costantemente contrastata dai deputati socialisti, che accusavano l'etmano di voler creare un regime su modello di quello zarista appena rovesciato dalla rivoluzione russa. Il governo inoltre non godeva nemmeno l'appoggio delle classi proletarie, le più colpite dalle requisizioni belliche, dall'azione delle truppe d'occupazione austro-tedesche e vessate da condizioni lavorative estreme. Così, tra la fine dell'estate e l'autunno 1918, si susseguirono in Ucraina scioperi operai mentre decine di migliaia di uomini si unirono alle milizie antigovernative.
Con la firma dell'armistizio di Compiègne l'11 novembre 1918 che metteva fine alla prima guerra mondiale, l'etmanato entrava nella sua fase finale. Infatti, con l'inizio del ritiro dall'Ucraina delle truppe austro-tedesche, il 14 novembre si costituì a Kiev un Direttorio, ovverosia un governo provvisorio di cinque amministratori presieduto da Volodymyr Vynnyčenko, che proclamò l'insurrezione contro Skoropads'kyj. Questi, a fronte del rapido sgretolarsi della situazione, si rifugiò nel sud dell'Ucraina e il 14 dicembre 1918 abdicò con un telegramma da Beryslav per poi fuggire a Berlino. Il giorno seguente le truppe fedeli al Direttorio, comandate da Symon Petljura, fecero il loro ingresso a Kiev. 
Negli anni della Repubblica di Weimar, Skoropads'kyj, che si era stabilito vicino a Potsdam, continuò a frequentare e a mantenere relazioni con i suoi vecchi commilitoni dell'esercito russo. Cercò di ottenere il sostegno delle autorità militari tedesche, nonché degli ambienti politici conservatori, per rovesciare il governo comunista in Ucraina. Era un membro attivo dell'organizzazione nazionalista Hromada, contrapposta all'OUN di Stepan Bandera. Durante la seconda guerra mondiale e l'invasione tedesca dell'Unione Sovietica, tuttavia, rifiutò costantemente le offerte di collaborare con i nazisti. Durante le fasi finali del conflitto Skoropads'kyj fuggì in Baviera a fronte dell'avanzata delle forze sovietiche verso Berlino. Morì nell'abbazia di Metten dopo essere rimasto ferito in un bombardamento alleato sulla stazione ferroviaria di Plattling. Fu sepolto ad Oberstdorf.